# Langepas
Langepas (rusky Лангепас) je město v Chantymansijském autonomním okruhu – Jugře v Ruské federaci. Při sčítání lidu v roce 2010 měl přes jednačtyřicet tisíc obyvatel.

## Poloha a doprava
Langepas leží v Západosibiřské rovině na vedlejším rameni Obu, přibližně patnáct kilometrů severně od hlavního ramene. Nachází se přibližně v půli cesty mezi Surgutem (přibližně 80 kilometrů západně) a Nižněvartovskem (přibližně 80 kilometrů východně), s kterými má s oběma přímé silniční i železniční propojení.

## Dějiny
Obec vznikla v roce 1980 jako sídlo pro dělníky těžící ropu. Od roku 1985 je městem.
Jméno je chantyjského původu, kde Langepas znamená Veverčí říční rameno a jedná se původně o název jednoho z ramen Vatinského Eganu.

### Rodáci
- Olga Alexandrovna Girjová (* 1991), šachistka
- Bachtovar Bachiržanovič Nazirov (* 1994), boxer
- Alexandr Viktorovič Děrgačov (* 1996), hokejista